# Sonia Lafuente
Sonia Lafuente Martínez (Las Palmas de Gran Canaria, 7 de diciembre de 1991) es una deportista española que compite en patinaje artístico. Participó en los Juegos Olímpicos de Vancouver 2010 en la categoría de individual femenino, quedando 22,ª con una puntuación de 133,51. Ha sido varias veces campeona de España. Su mejor resultado en una competición internacional es la séptima plaza en el Campeonato Europeo de 2013. Ha sido la primera patinadora española en conseguir una medalla en el Grand Prix Júnior.
Sonia Lafuente está afiliada a la Federación Madrileña de Deportes de Hielo y se entrenaba en el club de hielo Igloo de Majadahonda hasta 2013, cuando se trasladó a Toronto, Canadá, para entrenarse con el equipo de Brian Orser.

## Campeonatos
Sonia Lafuente ha participado en los siguientes campeonatos:
Categoría principiante y júnior
| Evento                         | 2002-2003 | 2003-2004 | 2004-2005 | 2005-2006 | 2006-2007 | 2007-2008 | 2008-2009 |
| ------------------------------ | --------- | --------- | --------- | --------- | --------- | --------- | --------- |
| Campeonato Mundial Junior      |           |           |           | 30.ª      | 14.ª      | 12.ª      | 20.ª      |
| Campeonato de España           | 1.ª N.    | 1.ª N.    |           | 1.ª       | 1.ª       |           | 1.ª       |
| Coupe Internationale Nice      |           |           |           |           | 4.ª       |           |           |
| Merano Cup                     |           | 3.ª N.    | 1.ª N.    |           | 1.ª       |           |           |
| Copenhagen Trophy              |           |           | 6.ª N.    |           |           |           |           |
| Junior Gran Prix, Turquía      |           |           |           |           |           |           | 13.ª      |
| Junior Gran Prix, Sudáfrica    |           |           |           |           |           |           | 6.ª       |
| Junior Gran Prix, España       |           |           |           |           |           |           | 9.ª       |
| Junior Gran Prix, Gran Bretaña |           |           |           |           |           | 3.ª       |           |
| Junior Gran Prix, Austria      |           |           |           |           |           | 20.ª      |           |
| Junior Gran Prix, México       |           |           |           |           | 2.ª       |           |           |
| Junior Gran Prix, Francia      |           |           |           |           | 5.ª       |           |           |
| Junior Gran Prix, Polonia      |           |           |           | 23.ª      |           |           |           |
| Junior Gran Prix, Andorra      |           |           |           | 12.ª      |           |           |           |

- N = Nivel Principiante

Categoría sénior
| Evento                                    | 2007-2008     | 2008-2009     | 2009-2010     | 2010-2011     | 2011-2012     | 2012-2013     | 2013-2014     | 2014-2015     | 2015-2016 | 2016-2017 |
| ----------------------------------------- | ------------- | ------------- | ------------- | ------------- | ------------- | ------------- | ------------- | ------------- | --------- | --------- |
| Juegos Olímpicos de invierno              |               |               | 22.ª          |               |               |               |               |               |           |           |
| Campeonato Mundial                        | 30.ª          | 26.ª          | 20.ª          | 25.ª          | 15.ª          | 22.ª          | 32.ª          |               | 37.ª      |           |
| Campeonato Europeo                        | 20.ª          | 23.ª          | 17.ª          | 12.ª          | 15.ª          | 7.ª           | 28.ª          | 18.ª          | 33.ª      |           |
| Campeonato de España                      |               |               |               |               | 1.ª           | 1.ª           | 1.ª           | 1.ª           | 1.ª       | 2.ª       |
| Skate Canada International (Grand Prix)   |               |               |               | 10.ª          |               |               |               |               |           |           |
| Trofeo Eric Bompard (Grand Prix)          |               |               |               | 7.ª           | 7.ª           |               |               |               |           |           |
| Canada Autumm Classic (Challenger Series) | no se celebró | no se celebró | no se celebró | no se celebró | no se celebró | no se celebró | no se celebró | 7.ª           | no CS     |           |
| Golden Spin de Zagreb (Challenger Series) | no CS         | no CS         | no CS         | no CS         | no CS         | no CS         | no CS         | 10.ª          | 12.ª      |           |
| Canada Autumm Classic                     | no se celebró | no se celebró | no se celebró | no se celebró | no se celebró | no se celebró | no se celebró | CS            | 9.ª       |           |
| Cupe de Nice                              |               | 5.ª           |               |               |               |               |               |               |           |           |
| Dragon Trophy                             | no se celebró | no se celebró | no se celebró | no se celebró |               | 1.ª           |               | no se celebró |           |           |
| Finlandia Trophy                          |               |               |               |               |               | 7.ª           |               | CS            | CS        |           |
| Golden Spin de Zagreb                     |               |               |               | 1.ª           | 5.ª           |               |               | CS            | CS        |           |
| Hellmut Seibt Memorial                    | no se celebró | no se celebró | no se celebró | no se celebró | no se celebró |               |               |               | 9.ª       |           |
| Int. Challenge Cup                        |               |               |               |               |               |               | 4.ª           |               |           |           |
| Merano Cup                                |               |               |               | 6.ª           |               |               |               |               |           |           |
| Nebelhorn Trophy                          |               |               | 8.ª           |               | 9.ª           |               | 26.ª          | CS            | CS        |           |
| NRW Trophy S+P                            |               | 5.ª           |               |               |               | 10.ª          |               |               |           |           |
| Open d' Andorra                           | no se celebró | no se celebró | no se celebró | no se celebró | no se celebró | no se celebró | no se celebró | 3.ª           | 1.ª       |           |
| Volvo Open Cup                            |               |               |               |               |               | 5.ª           |               | CS            |           |           |